# Stazione di Sant'Agata sul Santerno
La stazione di Sant'Agata sul Santerno è una fermata ferroviaria posta sulla linea Faenza-Lavezzola. Serve il centro abitato di Sant'Agata sul Santerno.

## Movimento
La stazione è servita da treni regionali svolti da Trenitalia Tper nell'ambito del contratto di servizio stipulato con la regione Emilia-Romagna.
A novembre 2019, la stazione risultava frequentata da un traffico giornaliero medio di circa 16 persone (10 saliti + 6 discesi).

## Servizi
La stazione è classificata da RFI nella categoria bronze.